# Grande Prêmio do Canadá de 1979
Resultados do Grande Prêmio do Canadá de Fórmula 1 realizado em Montreal em 30 de setembro de 1979. Décima quarta etapa da temporada, foi vencido pelo australiano Alan Jones, da Williams-Ford.

## Resumo da corrida

### Niki Lauda vai embora
Derrotado por James Hunt na luta pelo título mundial de 1976, o austríaco Niki Lauda viu seu antigo rival encerrar a carreira durante o Grande Prêmio de Mônaco de 1979 realizado em 27 de maio e quatro meses depois resolveu seguir o mesmo caminho, pois em 28 de setembro veio a público o anúncio da aposentadoria do bicampeão mundial onde este resumiu sua decisão em duas frases: "Acabo de compreender como o automobilismo é sem sentido" e "Quando uma pessoa deixa de se sentir bem fazendo alguma coisa, é o mesmo que dizer acabou". Tais palavras adquirem relevância se lembrarmos o grave acidente do Grande Prêmio da Alemanha de 1976 onde Niki Lauda quase perdeu a vida, mas é lícito considerar que a escassez de resultados com a Brabham em 1979 também contribuiu para tal desfecho, pois foram apenas duas pontuações na temporada (sexto lugar na África do Sul e quarto lugar na Itália).
Decisões bruscas são parte do repertório de Niki Lauda, a começar pela rescisão de seu contrato com a Ferrari pouco antes do Grande Prêmio dos Estados Unidos de 1977, onde conquistou o bicampeonato. Os fatos a partir de então o conduziram à Brabham, contudo o desgaste entre o piloto e sua nova equipe cresceu paulatinamente em 1979, a começar pelo bate-boca entre Lauda e Bernie Ecclestone na Bélgica onde especulava-se a transferência do austríaco para a Renault. Durante o Grande Prêmio dos Países Baixos, o assunto Niki Lauda suscitou especulações de um contrato com a McLaren tão logo a Brabham anunciou Nelson Piquet como primeiro piloto da equipe a partir de 1980. Lauda, inclusive, sofreu um acidente a bordo de uma BMW-M1 no sábado durante uma corrida Procar e teve uma luxação no pulso esquerdo, razão pela qual abandonou a prova neerlandesa logo no começo. Semanas depois ele participou do Grande Prêmio da Itália de 1979 e a partir do Canadá foi substituído pelo argentino Ricardo Zunino.
No domingo o australiano Alan Jones largou na pole position, mas foi superado por Gilles Villeneuve ainda na primeira volta. Em uma disputa particular, os dois pilotos distanciaram-se dos rivais e apesar do aprumo da Williams somente na quinquagésima primeira volta Alan Jones ultrapassou o canadense da Ferrari. Brioso em relação ao público presente no Circuito da Ilha de Notre Dame, Villeneuve ensaiou uma reação a fim de repetir a vitória obtida em 1978, mas a condução de Jones garantiu-lhe a quarta vitória na temporada com Gilles Villeneuve em segundo e Clay Regazzoni em terceiro, a mais de um minuto de distância. Aliás, somente estes terminaram a corrida na mesma volta tendo o campeão mundial, Jody Scheckter, em quarto lugar enquanto Didier Pironi e John Watson completaram a zona de pontuação.
Atual campeão do mundo, Jody Scheckter chegou aos 51 pontos enquanto Gilles Villeneuve chegou aos 44 ante os 40 de Alan Jones e 36 de Jacques Laffite na busca pelo vice-campeonato. Clay Regazzoni, com apenas 29 pontos, não tem parte nessa contenda.

## Classificação da prova
| Pos. | Nº | Piloto                | Construtor      | Voltas | Tempo/Diferença        | Grid | Pontos |
| ---- | -- | --------------------- | --------------- | ------ | ---------------------- | ---- | ------ |
| 1    | 27 | Alan Jones            | Williams-Ford   | 72     | 1:52:06.892            | 1    | 9      |
| 2    | 12 | Gilles Villeneuve     | Ferrari         | 72     | + 1.080                | 2    | 6      |
| 3    | 28 | Clay Regazzoni        | Williams-Ford   | 72     | + 1:13.656             | 3    | 4      |
| 4    | 11 | Jody Scheckter        | Ferrari         | 71     | + 1 volta              | 9    | 3      |
| 5    | 3  | Didier Pironi         | Tyrrell-Ford    | 71     | + 1 volta              | 6    | 2      |
| 6    | 7  | John Watson           | McLaren-Ford    | 70     | + 2 voltas             | 17   | 1      |
| 7    | 5  | Ricardo Zunino        | Brabham-Ford    | 68     | + 4 voltas             | 17   |        |
| 8    | 14 | Emerson Fittipaldi    | Fittipaldi-Ford | 67     | + 5 voltas             | 15   |        |
| 9    | 17 | Jan Lammers           | Shadow-Ford     | 67     | + 5 voltas             | 21   |        |
| 10   | 1  | Mario Andretti        | Lotus-Ford      | 66     | Pane seca              | 10   |        |
| Ret  | 6  | Nelson Piquet         | Brabham-Ford    | 61     | Câmbio                 | 4    |        |
| Ret  | 36 | Vittorio Brambilla    | Alfa Romeo      | 52     | Sistema de combustível | 18   |        |
| Ret  | 25 | Jacky Ickx            | Ligier-Ford     | 47     | Câmbio                 | 16   |        |
| Ret  | 4  | Jean-Pierre Jarier    | Tyrrell-Ford    | 33     | Motor                  | 13   |        |
| Ret  | 33 | Derek Daly            | Tyrrell-Ford    | 28     | Motor                  | 24   |        |
| Ret  | 31 | Hector Rebaque        | Rebaque-Ford    | 26     | Chassis                | 22   |        |
| Ret  | 15 | Jean-Pierre Jabouille | Renault         | 24     | Freios                 | 7    |        |
| Ret  | 18 | Elio de Angelis       | Shadow-Ford     | 24     | Ignição                | 23   |        |
| Ret  | 2  | Carlos Reutemann      | Lotus-Ford      | 23     | Suspensão              | 11   |        |
| Ret  | 29 | Riccardo Patrese      | Arrows-Ford     | 20     | Rodou                  | 14   |        |
| Ret  | 8  | Patrick Tambay        | McLaren-Ford    | 19     | Motor                  | 20   |        |
| Ret  | 16 | René Arnoux           | Renault         | 14     | Acidente               | 8    |        |
| Ret  | 9  | Hans-Joachim Stuck    | ATS-Ford        | 14     | Acidente               | 12   |        |
| Ret  | 26 | Jacques Laffite       | Ligier-Ford     | 10     | Motor                  | 5    |        |
| DNQ  | 30 | Jochen Mass           | Arrows-Ford     |        |                        |      |        |
| DNQ  | 22 | Marc Surer            | Ensign-Ford     |        |                        |      |        |
| DNQ  | 20 | Keke Rosberg          | Wolf-Ford       |        |                        |      |        |
| DNQ  | 19 | Alex Dias Ribeiro     | Fittipaldi-Ford |        |                        |      |        |
| DNQ  | 24 | Arturo Merzario       | Merzario-Ford   |        |                        |      |        |
| WD   | 5  | Niki Lauda            | Brabham-Ford    |        | Deixou a Fórmula 1     |      |        |

## Tabela do campeonato após a corrida
| Pos. | Piloto            | Pontos |
| ---- | ----------------- | ------ |
| 1    | Jody Scheckter    | 51     |
| 2    | Gilles Villeneuve | 44     |
| 3    | Alan Jones        | 40     |
| 4    | Jacques Laffite   | 36     |
| 5    | Clay Regazzoni    | 29     |

| Pos. | Construtor    | Pontos |
| ---- | ------------- | ------ |
| 1    | Ferrari       | 104    |
| 2    | Williams-Ford | 75     |
| 3    | Ligier-Ford   | 61     |
| 4    | Lotus-Ford    | 39     |
| 5    | Tyrrell-Ford  | 24     |

- Nota: Somente as primeiras cinco posições estão listadas. As quinze etapas de 1979 foram divididas em um bloco de sete e outro de oito corridas onde cada piloto podia computar quatro resultados válidos em cada, não havendo descartes no mundial de construtores. No presente caso, os campeões da temporada surgem grafados em negrito.